# Temarii Tinorua
Temarii Tinorua, né le 19 mai 1986 à Tahiti, est un footballeur tahitien qui évolue au poste de milieu de terrain pour l'A.S. Tefana, dans le championnat de Polynésie française,.

## Biographie
Temarii Tinorua dispute 4 matchs avec l'équipe de Tahiti, dans le cadre des éliminatoires du mondial 2010. Il participe ensuite aux éliminatoires du mondial 2018.